# PKS 1830-211

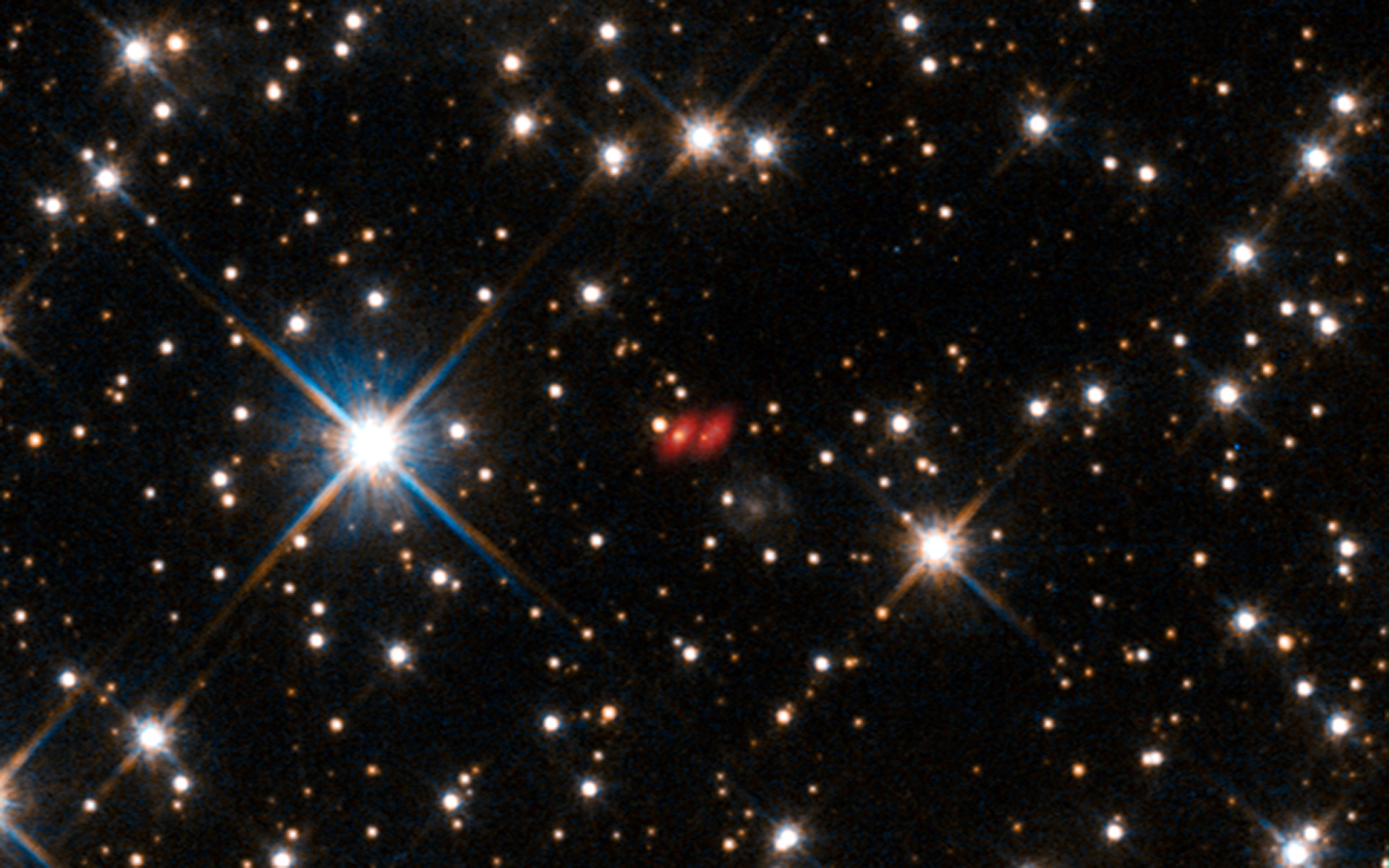
PKS 1830-211 in einer Aufnahme des ALMA Teleskops

PKS 1830-211 ist ein Quasar mit einer Rotverschiebung von z = 2,507. Der Quasar wird durch den Gravitationslinseneffekt für die Erde sichtbar. Das Schwarze Loch im Quasar wird AGN PKS 1830-211 genannt.
Der Quasar besitzt einen Jet, welcher der Erde zugerichtet ist. Mithilfe des ALMA-Teleskops konnte man nachweisen, dass es am Fuße des Jets Magnetfelder gibt, welche sich als Faraday-Rotation entpuppten.